# Imed Jabri
Pour les articles homonymes, voir Jabri.
Imed Jabri, né le 22 août 1962 à Ezzahra, est un basketteur, ingénieur et homme politique tunisien.

## Biographie

### Basketteur
Imed Jabri joue au basket-ball pendant 28 ans. Il évolue notamment avec le club d'Ezzahra Sports, avec lequel il remporte plusieurs titres. Il joue également avec le Club sportif des cheminots ou, au Maroc, avec le FUS et l'Association sportive des FAR de Rabat.
Dès la catégorie des minimes, il participe avec l'équipe nationale à plusieurs compétitions arabe, africaine et méditerranéenne, notamment dans les années 1980.
Avec la sélection, il remporte la médaille d'or à la coupe arabe des nations à Amman (Jordanie) en 1983. En club, il remporte quatre fois le championnat de Tunisie, deux fois la coupe de Tunisie, deux fois le championnat du Maroc, deux fois la coupe du Maroc ainsi qu'une fois le championnat de Tunisie universitaire et le championnat maghrébin universitaire.
Il est également vice-président du club d'Ezzahra Sports pendant deux mandats et en préside la section de basket-ball. Il anime aussi plusieurs conférences et séminaires sur le sport et participe aux travaux de la commission médias de la coupe du monde de football 2002 et des Jeux olympiques d'été de 2004. Il est aussi membre de la commission de planification des Jeux méditerranéens de 2001, organisés à Tunis.

### Ingénieur et professeur
Jabri est titulaire d'un doctorat en génie électrique, option « automatique », obtenu à l'École supérieure des sciences et techniques de Tunis en 1996. Il a une habilitation universitaire en génie électrique sur le thème du « traitement des signaux vidéo et modélisation 3D temps réel », obtenu en 2010. Il est aussi ingénieur en télécommunications, diplômé de l'Institut national des postes et télécommunications de Rabat en spécialité « techniques audiovisuelles ».
De 1987 à 1999, Imed Jabri travaille à la Société nationale des chemins de fer tunisiens, notamment comme inspecteur des communications, ou comme responsable de la signalisation et des télécommunications de 1987 à 1993.
Il est aussi professeur à l'École supérieure des sciences et techniques de Tunis et à l'École nationale supérieure d'ingénieurs de Tunis. Chercheur dans le domaine du traitement d'image appliquée au sport, il a publié plusieurs articles dans des revues nationales et internationales.

### Secrétaire d'État
Le 27 août 2016, il devient secrétaire d'État auprès de la ministre de la Jeunesse et des Sports, Majdouline Cherni, chargé des Sports dans le gouvernement de Youssef Chahed. Il assume cette responsabilité jusqu'au 13 novembre 2018.

## Publications notables
- (en) Tahar Battikh, Imed Jabri et Mohamed Annabi, « Automatic detection of player positions and trajectories during a soccer match for the measurement of physical and tactical performance », Canadian Journal of Electrical and Computer Engineering, vol. 32, no 2,‎ 2007, p. 113-119.
- (en) Nidhal Ben Abdelkrim, Carlo Castagna, Imed Jabri, Tahar Battikh, Saloua El Fazaa et Jalila El Ati, « Activity profile and physiological requirements of junior elite basketball players in relation to aerobic-anaerobic fitness », The Journal of Strength and Conditioning Research (en), vol. 29, no 3,‎ 2010, p. 2330-2342.
- (en) Imed Jabri, « Camera calibration using court models for real-time augmenting soccer scenes », Multimedia Tools and Applications, vol. 51, no 3,‎ 2011, p. 997-1011.
- (en) Amira Soltani, Tahar Battikh, Imed Jabri et Najeh Lakhoua, « A new expert system based on fuzzy logic and image processing algorithms for early glaucoma diagnosis », Biomedical Signal Processing and Control, no 40,‎ 2018, p. 366-377.